# Jozef Regec
Jozef Regec, né le 29 mars 1965 à Kežmarok, est un coureur cycliste et homme politique tchèque.
Sous les couleurs de la Tchécoslovaquie, il est 10e à l'épreuve de course en ligne sur route et 8e au 100 km contre-la-montre par équipe aux Jeux olympiques d'été de 1988 à Séoul. 
Il remporte le Velká Bíteš-Brno-Velká Bíteš en 1992 et le Tour du Burgenland en 1996 et en 1999.
Membre du Parti social-démocrate tchèque, il est membre du Sénat tchèque de 2010 à 2016.